# Cinco Moças de Guaratinguetá
Cinco moças de Guaratinguetá é uma pintura do artista brasileiro Di Cavalcanti. Datada de 1930, foi doada por Frederico Barata ao Museu de Arte de São Paulo em 1947.
MASP Clipes | Di Cavalcanti, Cinco Moças de Guaratinguetá
YouTube · Museu de Arte de São Paulo Assis Chateaubriand
4 de ago. de 2021

## História
Na década de 20 alguns integrantes do Modernismo no Brasil tinham como ponto de encontro o circo de Abelardo Pinto Piolin, o Palhaço Piolin. Di Cavalcanti retratou a esposa de Piolin, Benedita França Pinto, junto às quatro filhas Áurea Pinto, Ayola Garcia (inspiração do quadro A Menina de Guaratinguetá, de mesma autoria), Albertina Ribeiro de Barros e Ana Ariel. Benedita, nascida em Guaratinguetá, muito bonita, aparece à janela (imagem também difundida pelo artesanato através de esculturas, por todo território nacional). Conta-se que os rapazes passavam à frente de sua casa encantados com sua beleza. Piolin esteve em 1918 com seu circo em Guaratinguetá e “fugiu” com Benedita. Essa passagem torna-se histórica também por conta do bordão circense e a música popular de carnaval, de autoria de Teixeirinha (O Mundo Circense), "... E o palhaço o que é? É ladrão de mulher".

## Descrição
O quadro, um óleo sobre tela, com fortes contrastes cromáticos retrata cinco mulatas em planos diferentes. Todas as personagens que compõe a pintura usam chapéus. O cubismo se faz presente na criação artística. Este quadro foi reproduzida em selo pelos Correios do Brasil em 1974.